# Middle of the Moment
Middle of the Moment est un film documentaire germano-suisse réalisé par Nicolas Humbert et Werner Penzel, sorti en 1995.
De 1990 à 1995, les réalisateurs ont suivi des nomades contemporains : artistes de cirque français, touaregs, poètes itinérants...
Tourné en noir et blanc sur pellicule 35 mm, le film se veut être une expérience esthétique et poétique avant tout. Il est d'ailleurs qualifié de cinépoème par ses réalisateurs.
La musique du film a été composée par le musicien anglais Fred Frith auquel Humbert et Penzel ont consacré leur précédent film Step Across the Border.
Il a été récompensé à deux reprises : par le prix du film documentaire au Hessischer Film- und Kinopreis, et par le prix du public au Festival international du documentaire de Marseille.

## Fiche technique
- Réalisation : Nicolas Humbert, Werner Penzel
- Durée : 80 minutes
- Lieu de tournage : Niger
- Type : Noir et blanc
- Dates de sortie :
  - 2 novembre 1995 ( Allemagne)
  - 12 juin 1996 ( France)

## Intervenants
- Robert Lax, poète
- Johann Le Guillerm, artiste de cirque
- Sandra M'Bow
- Mutu Walat Rhabidine
- Aghail Ag Rhissa